# Polia szetschwana
Polia szetschwana är en fjärilsart som beskrevs av Draeseke 1928. Polia szetschwana ingår i släktet Polia och familjen nattflyn. Inga underarter finns listade i Catalogue of Life.